# NGC 3360
NGC 3360 (również PGC 32026) – galaktyka spiralna (Sc), znajdująca się w gwiazdozbiorze Sekstantu. Odkrył ją Andrew Common w 1880 roku.